# Ute Rettler
Ute Rettler, geborene Schaefgen (* 7. Dezember 1961 in Mayen) ist eine deutsche Verwaltungsjuristin und politische Beamtin. Sie ist seit 2015 die Direktorin des Bundesrates im Amt einer Staatssekretärin.

## Leben

### Ausbildung und Persönliches
Rettler ist Tochter von Heinz Schaefgen, Jurist und früherer Ministerialdirektor im Bundesministerium der Verteidigung.
Sie studierte von 1982 bis 1987 Rechtswissenschaften in Bonn und legte das erste Staatsexamen 1987 sowie das zweite Staatsexamen 1990 ab. Im Jahr 1993 wurde sie mit einer Arbeit über Die Landbeschaffung für militärische Zwecke an der Freien Universität Berlin zur Dr. iur. promoviert.

### Laufbahn und Wirken
Ute Rettler war nach dem Studium von 1990 bis 2010 Referentin und Referatsleiterin im Bundesministerium des Innern. Dort arbeitete sie zunächst im Bereich des Dienst- und Verfassungsrechtes, ehe sie von 2000 bis 2002 den Bereich Innen- und Rechtspolitik im Willy-Brandt-Haus der SPD übernahm.
Sie kehrte nach der Hochwasserflut 2002 als Leiterin der Geschäftsstelle Kuratorium Fluthilfe in das Bundesministerium zurück. Danach war sie als Leiterin der Arbeitsgruppe für Personalangelegenheiten und Personalentwicklung für das BMI und den Geschäftsbereich und schließlich als Leiterin eines Referates für Grundsatzangelegenheiten im Bereich der öffentlichen Sicherheit tätig.
Im Jahr 2010 wurde sie stellvertretende Direktorin des Bundesrates, Sekretärin des Rechtsausschusses und Geschäftsführerin des Vermittlungsausschusses von Bundestag und Bundesrat. 
Am 1. April 2015 avancierte sie zur Direktorin des Bundesrates im Amt einer Staatssekretärin.